# Michael Bachinger
Michael Bachinger (* 13. September 1898 in Oed; † 6. August 1985 in Wallsee-Sindelburg) war ein österreichischer Politiker (ÖVP). Bachinger war Abgeordneter zum Landtag von Niederösterreich und Landesrat in der Niederösterreichischen Landesregierung.

## Leben
Bachinger besuchte nach der Volksschule landwirtschaftliche Kurse und leistete von 1916 bis 1918 seien Militärdienst ab. Er war in der Folge als Landwirt in Hehenberg (bei Igelschwang) tätig.

## Politik
Seine politische Karriere begann Bachinger als Gemeinderat, wobei er das Amt von 1922 bis 1938 sowie 1945 innehatte. Vom 22. November 1934 bis zum 6. November 1935 vertrat er den Stand der Land- und Forstwirtschaft im Ständischen Landtag von Niederösterreich, wobei er am 6. November 1935 zum Landesrat gewählt wurde. Bachinger legte das Amt am 6. Juli 1937 nieder. Nach der Machtübernahme der Nationalsozialisten wurde Bachinger inhaftiert.
Bachinger war Hauptbezirksparteiobmann und hatte zwischen 1945 und 1950 die Funktion des Obmanns der Bezirksbauernkammer Amstetten inne. Zwischen 1947 und 1965 diente er zudem als Vizebürgermeister von Sindelburg und hatte mehrere Funktionen in landwirtschaftlichen Genossenschaften. Bachinger gehörte vom 12. Dezember 1945 bis zum 19. November 1964 erneut dem Landtag an und war vom 13. Dezember 1945 bis zum 5. November 1949 zudem Obmannstellvertreter des Finanzkontrollausschusses.

## Auszeichnungen
- Berufstitel Ökonomierat